# NGC 2475
NGC 2475 je galaksija u zviježđu Risu.

## Vanjske poveznice
- SEDS: NGC 2475